# 蒿状大戟
蒿状大戟（学名：Euphorbia dracunculoides）为大戟科大戟属的植物，是中国的特有植物。分布在南欧、热带、西亚、尼泊尔、西南亚以及中国大陆的云南等地，生长于海拔400米至1,850米的地区，一般生长在江边和沟边路旁等沙质地，目前已由人工引种栽培。